# Daniyar Üsenov
Daniyar Toktogoulovitch Üsenov (en kirghize : Данияр Токтогулович Үсөнов, en transcription française Daniyar Toktogoulovitch Oussenov) né en 1960 à Frounze est un homme d'État kirghiz. Il est Premier ministre du Kirghizistan du 21 octobre 2009 au 7 avril 2010. 
Il a été maire de Bichkek.
Oussenov sort diplômé de l'institut polytechnique de Frounzé en 1982. Il effectue deux ans de service militaire et travaille comme ingénieur minier jusqu'en 1990. En 1990, Oussenov rejoint l'administration de la ville de Kara-Balta, puis l'administration de l'oblast de Tchouï. Entre 1995 et 2000, il est membre de l'assemblée législative.
Début 1999, Oussenov s'oppose à la politique du président Askar Akaïev. Les comptes de son entreprise, Eridan, sont souvent inspectés et il se retrouve en banqueroute. Il est inéligible pour les élections législatives de 2000.
Après la « Révolution des Tulipes », en mars 2005, Akaïev est renversé et Kourmanbek Bakiev le remplace. Le 10 mai 2006, Bakiev nomme Oussenov au poste de vice premier ministre chargé des affaires économiques. Au début de 2007, Oussenov est nommé PDG de la banque Ineximbank, une banque finançant une usine de ciment et des projets de construction immobiliers au Kirghizistan et au Kazakhstan,. Le 10 octobre 2007, il est nommé maire de Bichkek par le président Bakiyev, en remplacement d'Arstanbek Nogoïev (en).
Le 21 octobre 2009, il est nommé premier ministre à la place d'Igor Tchoudinov. Le 7 avril 2010, il démissionne après une révolte de l'opposition.